# Bazilika svatého Petra
Bazilika svatého Petra ve Vatikánu (italsky, italsky basilica di San Pietro in Vaticano, také Svatopetrský dóm nebo Vatikánská bazilika) je hlavní ze čtyř římských papežských (do roku 2008 patriarchálních) či velkých bazilik a jeden z největších římskokatolických kostelů na světě.

## Historie

### Původní bazilika
První bazilika byla postavena za císaře Konstantina I. Velikého na místě, kde byl podle tradice pohřben po svém umučení sv. Petr a kde stála již v polovině 2. století memoria (modlitební prostor kolem apoštolova hrobu), kam putovali křesťané. Tehdy to bylo za městskými hradbami Říma. Stavba byla zahájena roku 324, roku 329 byla bazilika vysvěcena papežem Silvestrem I. V dalších stoletích se chrám opravoval a zdobil. V letech 390–395 byla vystavěna jižně od příčné lodi hrobka císaře Theodosia I. a obou jeho manželek.

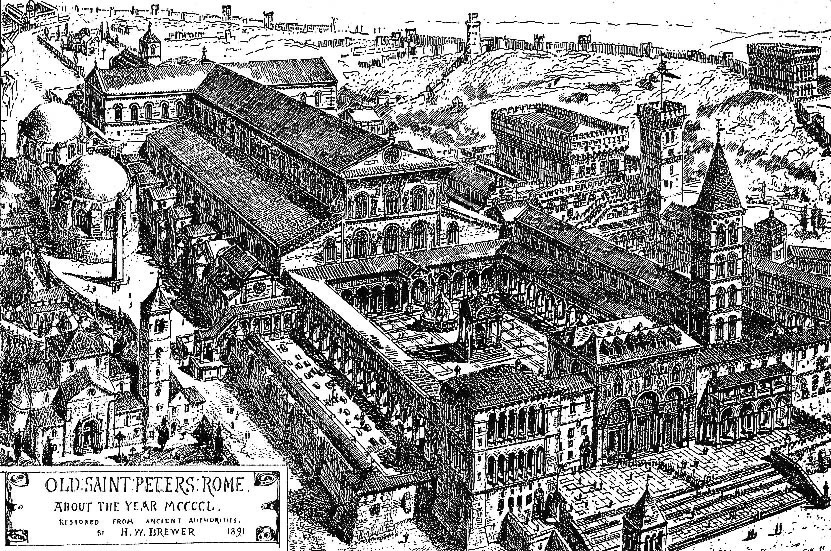
Konstantinova basilika kolem roku 1450 (rekonstrukce). Vlevo od chrámu Caligulův obelisk, vpravo v pozadí Sixtinská kaple

Papežové tehdy sídlili ve svém prvním paláci v Lateránu. Teprve papež Symmachus přesídlil kolem roku 500 do Vatikánu a dal tam u baziliky postavit své obytné sídlo. V dalších stoletích se kolem baziliky s přilehlými zahradami obytné stavby dále rozrůstaly.
25. prosince 800 korunoval papež Lev III. během vánoční mše v bazilice sv. Petra franského krále Karla Velikého císařem. Při příchodu do chrámu poklekali budoucí císařové na velký kruhový tmavě červený porfyr, kámen, domněle přivezený z Davidova chrámu v Jeruzalémě. Tento kámen je dodnes zasazen v podlaze nedaleko vchodu. 
Roku 847 zachvátil baziliku požár, který zlikvidoval vybavení a výzdobu interiéru, které musely být znovu pořízeny. Tehdy papež znovu přenesl své sídlo do Lateránu.
Ve 13. století získala bazilika gotickou podobu. Papežský stát Vatikán tehdy začal budovat opevnění,  aby tu papežové našli své útočiště v dobách ohrožení. V podstatě však stavba ve vrcholném středověku dost zchátrala, především v době avignonského zajetí papežů ve 14. století. Proto roku 1451 papež Mikuláš V. vydal dekret na výstavbu nového chrámu sv. Petra.

### Výstavba nového chrámu

#### První projekty

Bramanteho návrh půdorysu baziliky ve tvaru řeckého kříže.

Výstavba dnešní vatikánské baziliky probíhala v letech 1505–1629, ale poslední úpravy byly dokončeny až v roce 1666. S pracemi bylo započato za pontifikátu Julia II. Projekt nové baziliky vypracoval Donato Bramante (projekt tehdy třicetiletého Michelangela Buonarrotiho, který pracoval v Římě na náhrobku Julia II., nebyl přijat). Kostel měl mít tvar řeckého kříže s obrovskou ústřední kupolí a čtyřmi postranními kupolemi nad postranními kaplemi. Váhu kupole a kleneb měly nést čtyři pilíře. Ústřední kupole byla inspirována Brunelleschiho chrámem ve Florencii. Tento koncept také počítal se dvěma věžemi v průčelí, ale jinak se příliš informací nedochovalo, pouze z pamětní medaile vydané k zahájení stavby v roce 1505 a z fragmentárního půdorysu.
Práce na stavbě zprvu postupovaly rychle, na stavbě pracovalo až 2000 dělníků a Bramante najímal pět podřízených architektů. Stavěny byly především čtyři podpůrné oblouky pro kopuli. Velké problémy přišly po smrti papeže Julia v roce 1513. Nový papež Lev X. musel financovat stavbu z prodávání odpustků, což vyvolalo revoluční hnutí ve Svaté říši římské pod vedením Martina Luthera. Po Bramantově smrti (1514) vedl stavbu Raffael Santi (do své smrti roku 1520). Raffael sám architekt nebyl a spoléhal se na rady Antonia da Sangalla mladšího. Nad hrobem sv. Petra vyrostla na ochranu menší budova podobná chrámu, ale vlastní stavba nepostupovala, protože se zvažovala změna dispozice na podélný půdorys tvaru latinského kříže.
Roku 1527 nastaly problémy, když Řím vydrancovali němečtí lancknechti císaře Karla V. (tzv. sacco di Roma) a město se vylidnilo. Stavba začala váznout. Mezi lety 1520 a 1547 vytvořil Antonio de Sangallo nový projekt a k němu dodnes dochovaný detailní model, projekt ale nebyl nikdy realizován.

#### Pod Michelangelovým vedením
Roku 1547 pověřil papež Pavel III. vedením stavby 72letého Michelangela, který roku 1541 dokončil fresku Posledního soudu v Sixtinské kapli. Michelangelo se opět vrátil k Bramanteho koncepci, kterou poněkud pozměnil – chrám měl mít pouze jedinou majestátní kopuli, ale stále se počítalo s půdorysem ve tvaru řeckého kříže. Michelangelo vystavěl apsidu a střed kříže. Dále zesílil původní zdi, protože byl přesvědčen, že původní by celou stavbu neunesly. Za jeho života byla bazilika dostavěna až k tamburu a vznikl model kopule. Pod Michelangelem pracoval ještě větší počet dělníků. Stavba se potýkala s tím, že bylo potřeba dodat mnohem více materiálu k zesílení zdí a pilířů, proto byly vybudovány rampy pro osly, kteří nosili kámen.

#### Návrat k latinskému kříži

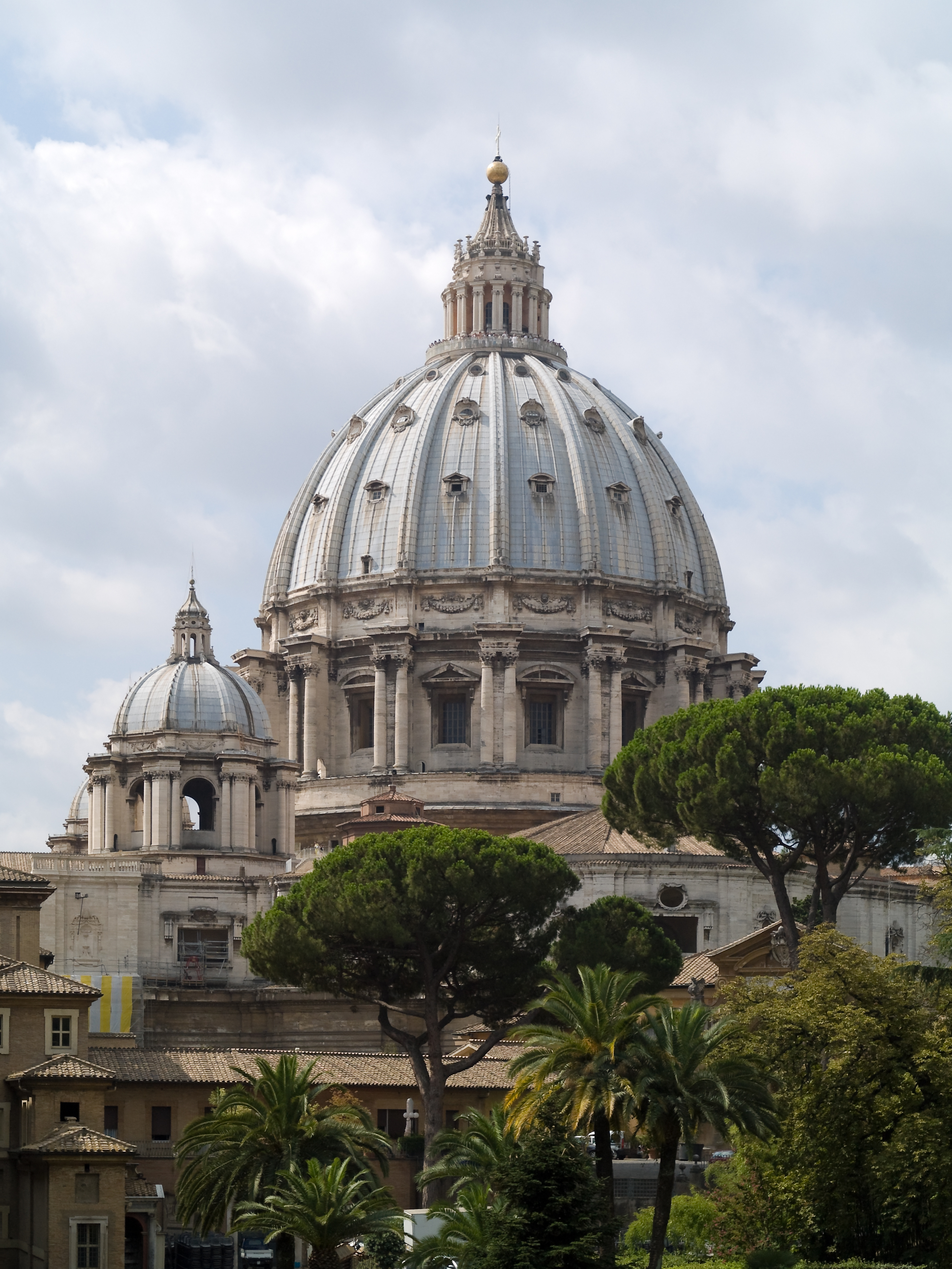
Kopule baziliky

V letech 1564–1573 po Michelangelově smrti vedl stavbu Jacopo Barozzi da Vignola se svým synem. Poté ji převzal Giacomo della Porta, který se opět úplně neřídil Michelangelovými plány, nicméně hlavní obrys a vnitřní uspořádání zachoval. Za jeho vedení pracovalo na stavbě 800 dělníků na směny ve dne i v noci. Porta začal se stavbou kopule, kterou dokončil teprve roku 1590 Domenico Fontana. Kopuli z technických důvodů tvoří dvě provázané skořepiny, vnější strmější a vnitřní plošší jako ve Florencii. V roce 1586 přesunul Fontana starověký egyptský obelisk, kterým kdysi císař Caligula ozdobil svůj circus, na jeho dnešní místo na náměstí. Potřeboval k tomu 150 koní, 900 mužů a 47 navijáků lan. Roku 1606 se začalo s demolicí zbytků staré baziliky.
Roku 1602 zvítězil Carlo Maderno v soutěži na dostavbu baziliky do tvaru latinského kříže, který lépe vyhovoval liturgickým požadavkům tridentského koncilu, a v roce 1607 byl pověřen vedením stavby. Protáhl střední loď, tím částečně zastínil kopuli. Dokončil průčelí, fasádu a atrium baziliky ve stylu raného baroka. Maderna při stavbě průčelí upravil Michelangelův návrh, ale stále počítal se dvěma věžemi v průčelí, od čehož se nakonec muselo kvůli technickým problémům upustit. Po Madernově smrti roku 1629 se stal hlavním stavitelem Gian Lorenzo Bernini. 18. listopadu 1629 nový chrám sv. Petra konečně vysvětil papež Urban VIII.

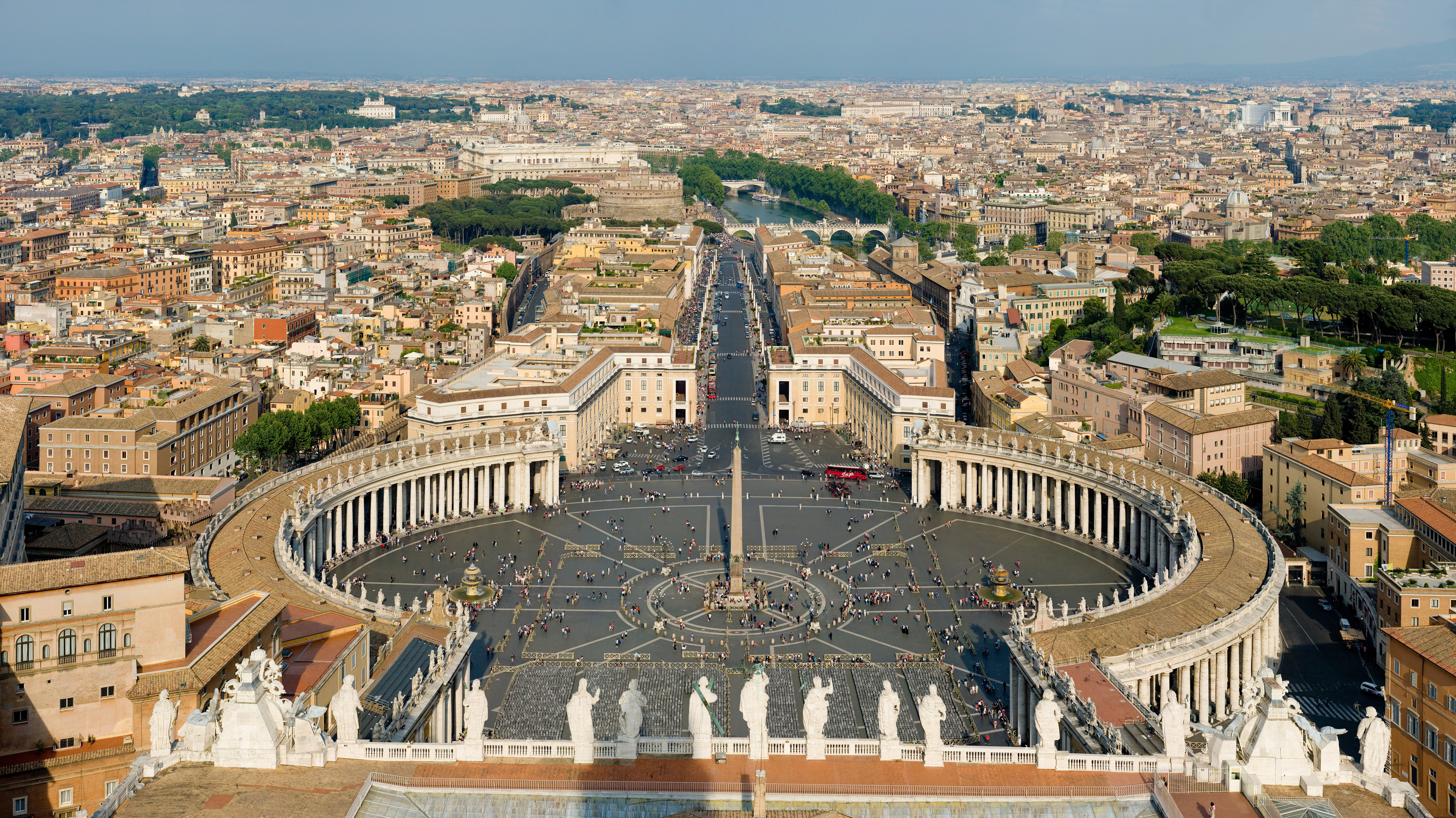
Svatopetrské náměstí s obeliskem, v pozadí Via della Conziliazione

#### Náměstí, kolonáda a doplnění výzdoby
Poslední etapa výstavby je plně ve slohu raného baroka, když vedení stavby převzal Gian Lorenzo Bernini. V interiéru chrámu se postaral – krom bohatého zařízení chrámu, ke kterému poskytl inspiraci – především o monumentální baldachýn nad hrobem sv. Petra, který byl dokončen v roce 1633. Rozšířil Madernou plánované náměstí sv. Petra, oddálil křídla od sebe a upravil přístup k bazilice, aby tak zvýraznil průčelí chrámu, což dodává chrámu onu monumentálnost, která chybí Madernově fasádě. Kolonáda byla dokončena v roce 1666.

#### Hlavní architekti stavby

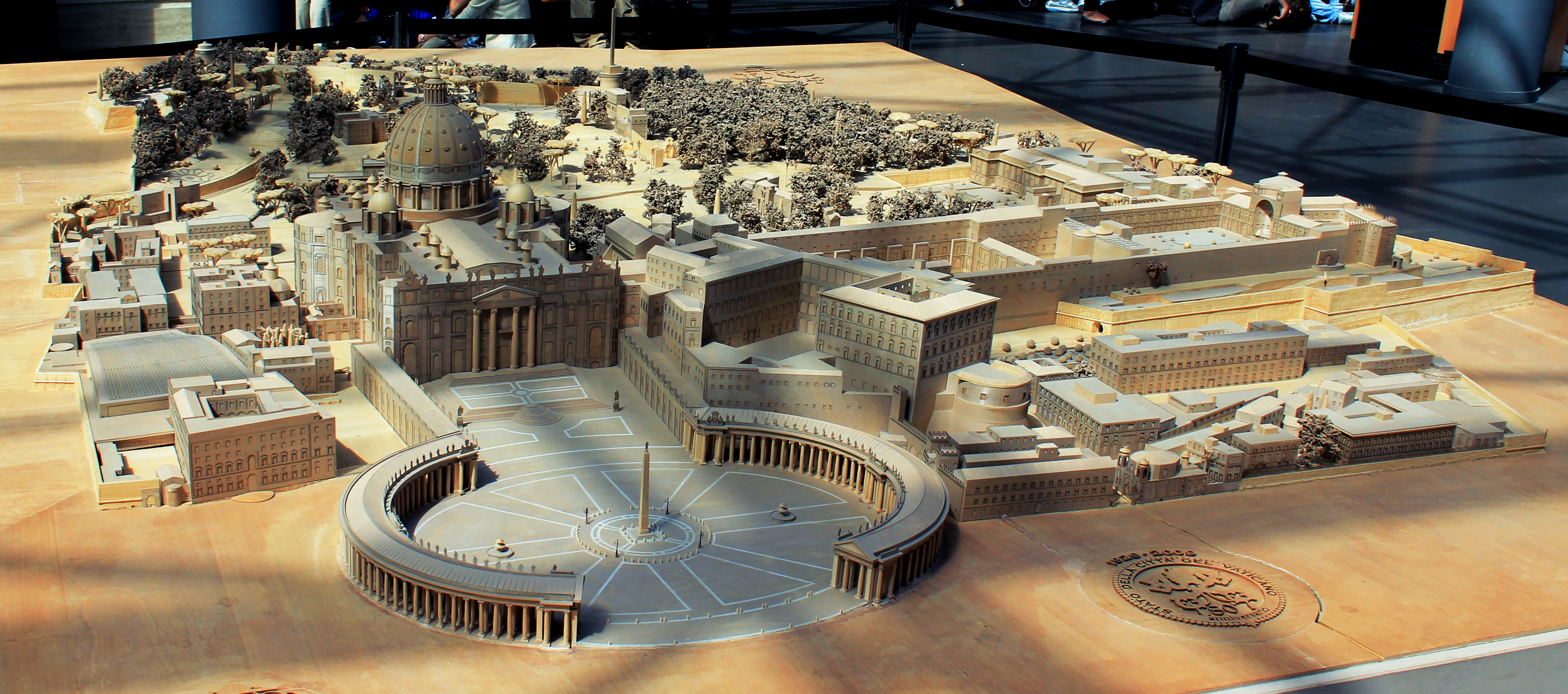
Model Vatikánu ve Vatikánských muzeích

- Donato Bramante, 1504–1514, základní plány, 1506 položení základního kamene, čtyři ústřední pilíře
- Raffael Santi, 1514–1520
- Giuliano da Sangallo, 1514–1515,
- Antonio da Sangallo mladší, 1516–1546
- Michelangelo Buonarroti, 1547–1564, plány a nosná konstrukce kopule
- Giacomo Barozzi da Vignola, 1564–1574
- Giacomo della Porta, 1574–1602, dokončení kopule
- Domenico Fontana, 1585–1603, dokončení kopule, vztyčení obelisku
- Carlo Maderno, 1603–1629, stavba hlavní lodi
- Gian Lorenzo Bernini, 1629–1670, baldachýn, náměstí a kolonáda
- Francesco Borromini, 1629–1633, baldachýn

## Popis

### Svatopetrské náměstí
Do chrámu se přichází přes 250 m dlouhé Náměstí svatého Petra, navržené Berninim, které tvoří napříč položený ovál o šířce 240 m a lichoběžníkový přístup ke kostelu. Náměstí lemuje 17 m široká kolonáda se čtyřmi řadami toskánských sloupů v zákrytu, nad nimi je 140 soch světců z let 1667-1669. Uprostřed oválu stojí egyptský obelisk, který císař Caligula dal přivézt do Říma a postavil ve svém cirku po levé straně dnešní basiliky, na místě, kde byl podle podání zabit svatý Petr. 25 m vysoký obelisk stojí na podstavci se čtyřmi bronzovými lvy. Severně a jižně od obelisku jsou v dlažbě desky, které označují středy segmentů kolonády a dále od středu dvě 17 m vysoké fontány od Carla Fontany a Carla Maderny. Lichoběžníková část náměstí, která se směrem ke kostelu zužuje, opticky koriguje dojem mírně vypuklé fasády.

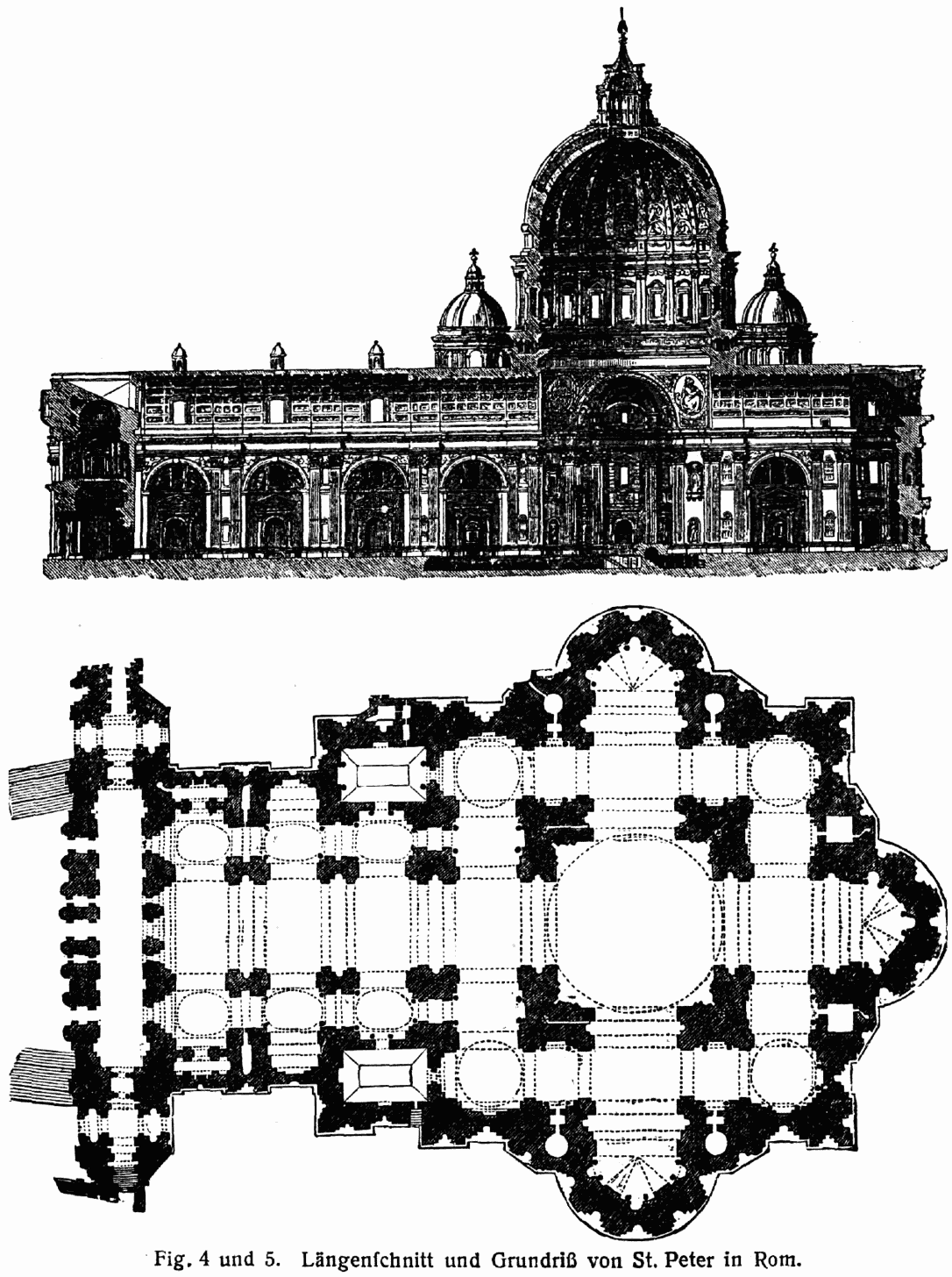
Podélný řez a půdorys současné basiliky

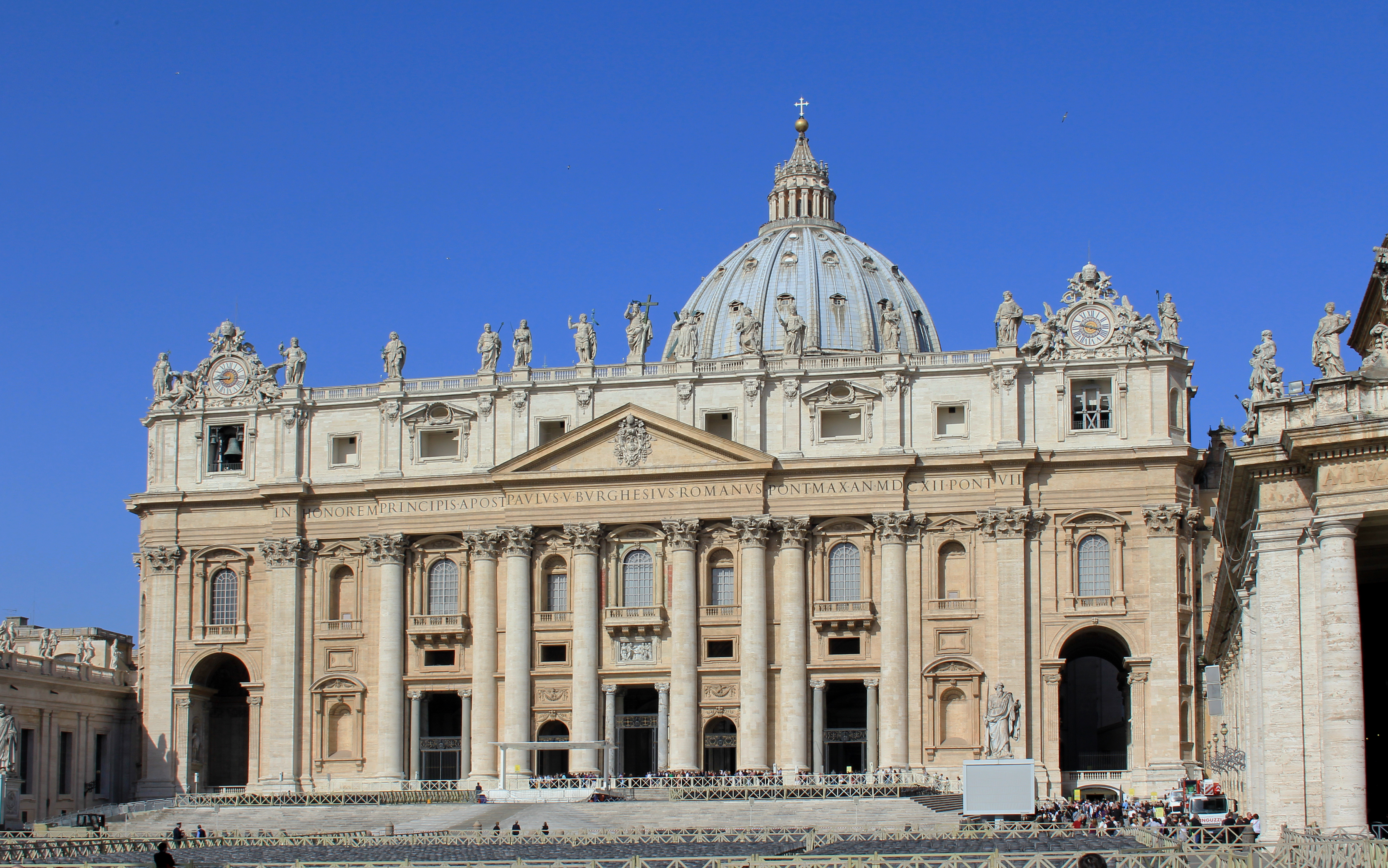
Průčelí z náměstí

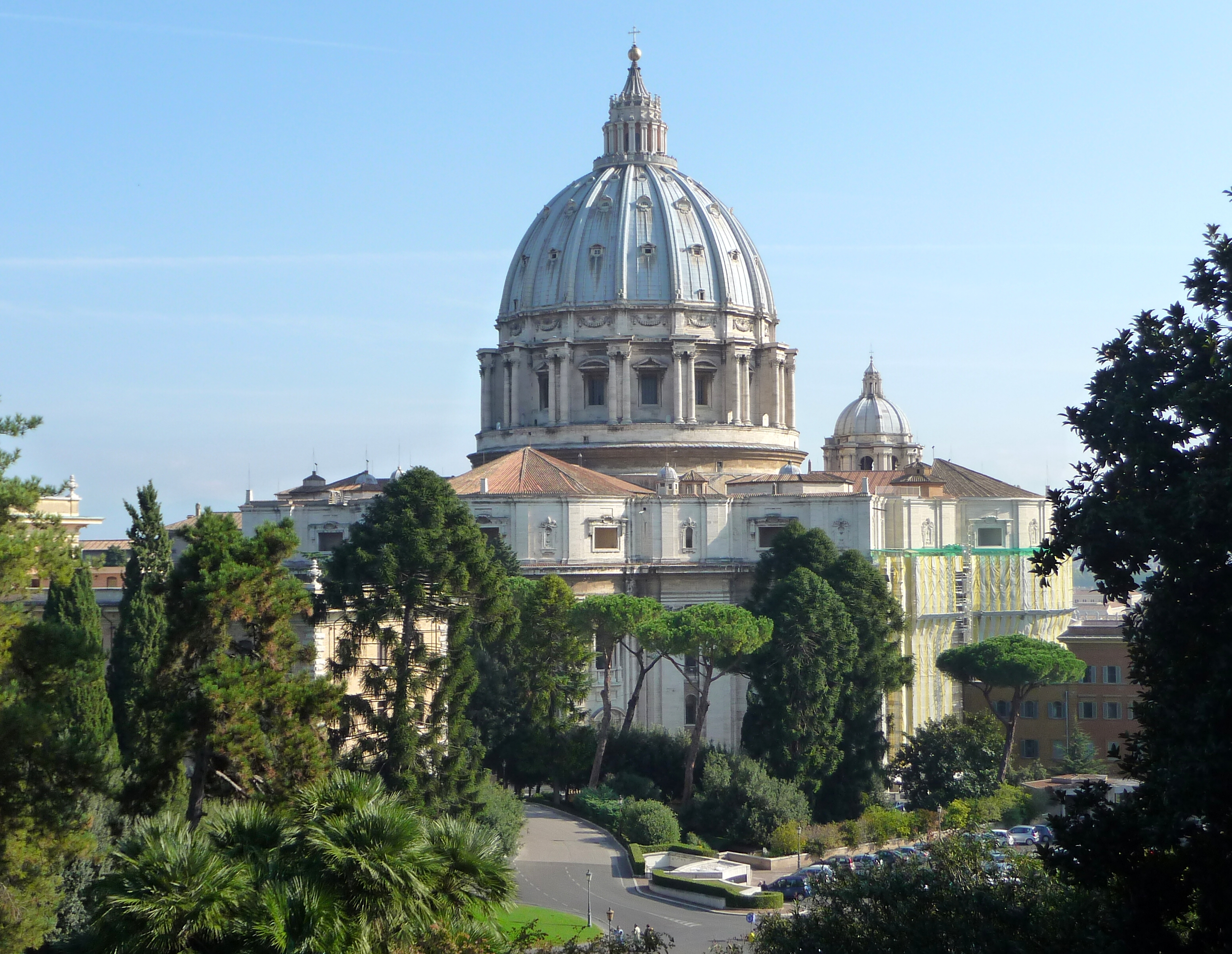
Pohled z vatikánské zahrady

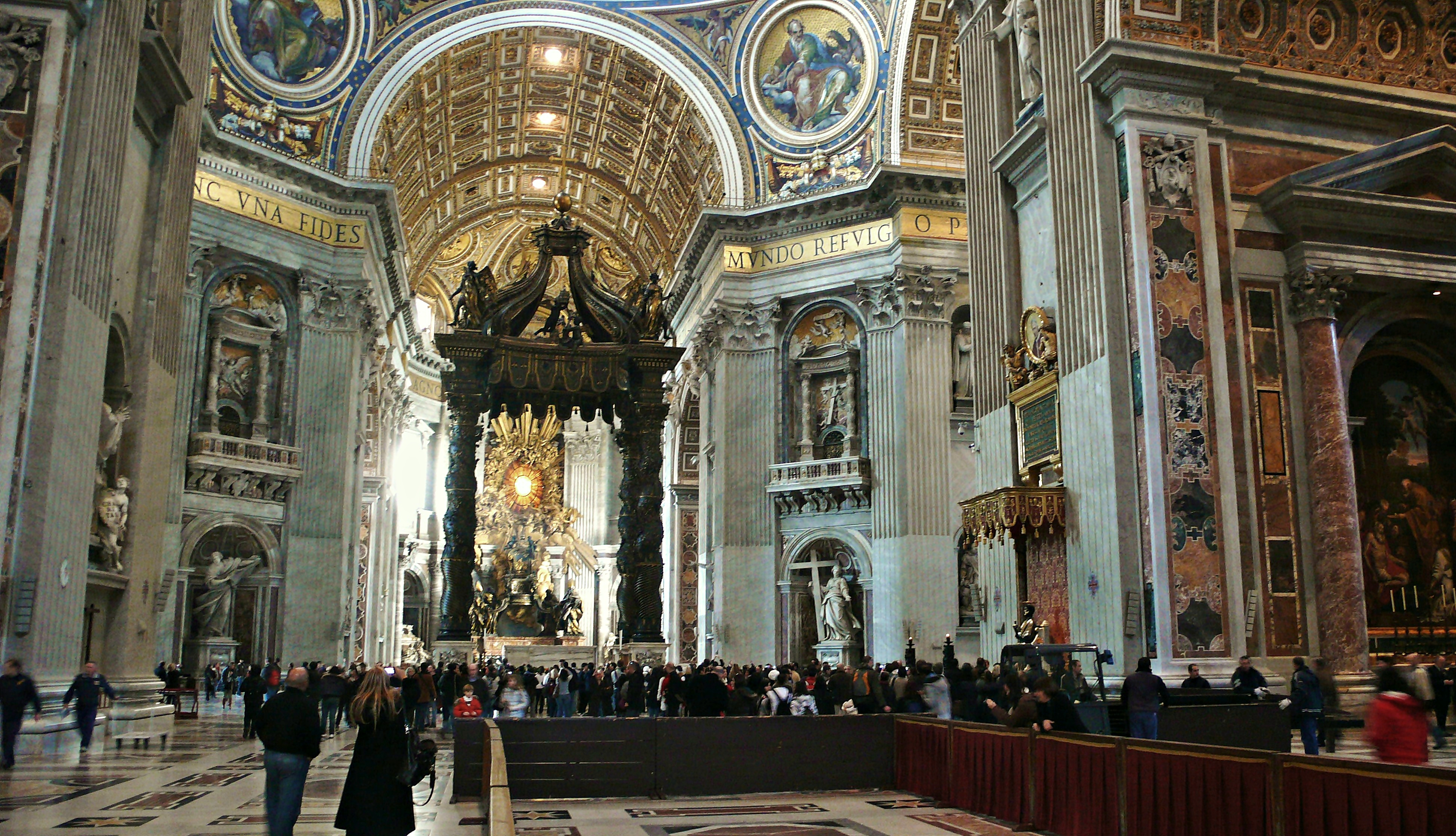
Interiér (centrální část)

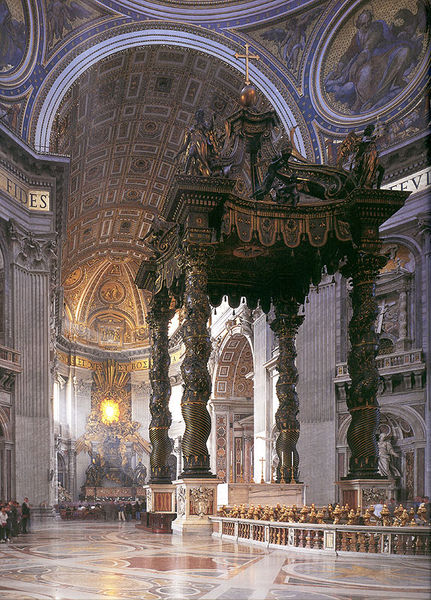
Baldachýn

### Bazilika
Jde o trojlodní baziliku s kupolí v křížení. Rozměry baziliky jsou impozantní:
- délka s apsidou: 211,5 m
- vnitřní průměr kopule: 42,56 m (kupole Pantheonu, největší na světě, má 43,22 m)
- výška v kupoli: 136,57 m (kupole ční 93 m nad střechou, kříž je vysoký 5 m
- výška střední lodi: 46,20 m
- vnitřní plocha: 15 160 m2

Chrám pojme přes 20 tisíc lidí, uvnitř je asi 800 sloupů, 390 soch v nadživotní velikosti a 45 oltářů.
Průčelí tvoří portikus se sloupy a výraznou atikou s velkými okny a sochami světců. Na obou koncích měly být věže, ale když se začala stavět levá, ukázalo se, že ji stavba neudrží a musela být stržena. V posledním okně vlevo je vidět zvony, na něž se zvoní i hodiny a čtvrti. Přes celé průčelí je latinský nápis "IN HONOREM PRINCIPIS APOST PAVLVS V BVRGHESIVS ROMANVS PONT MAX AN MDCXII PONT VII" ("Na počest knížete apoštolů. Pavel V. Borghese, Říman, nejvyšší pontif, v roce 1612, v sedmém roce svého pontifikátu"). Za průčelím vystupuje mohutná hlavní kupole, doplněná osmi menšími po stranách. Do chrámu se vstupuje portikem, kde jsou zbytky mozaik z původního kostela, a pěti branami do hlavní lodi. Boční lodi jsou dále rozšířeny postranními kaplemi, v první kapli vpravo je slavná Pieta od mladého Michelangela z roku 1500. Roku 1972 byla atentátem poškozena, proto je kryta sklem.
Hlavní loď ústí do příčné lodi, tzv. transeptu, křížení hlavní lodi s transeptem je ústředním prostorem zaklenutým kupolí, kterou podpírají čtyři mohutné pilíře a propojují čtyři pendentivy. Uprostřed stojí bronzový Berniniho baldachýn na čtyřech tordovaných (točených) sloupech o výšce 29 m. Pod ním je papežský oltář a pod zemí snad hrob (confessio) svatého Petra. Na zábradlí vnitřního ochozu kupole jsou slova Petrova pověření z Matoušova evangelia. Do lucerny kupole lze vystoupit po 510 schodech, na střešní terasu vede výtah a odtud se jde po 320 schodech mezi oběma skořepinami kupole do ochozu lucerny.
V hlavní lodi u jednoho ze čtyř hlavních pilířů je bronzová socha sv. Petra sedícího na trůnu, odlitek od Arnolfa di Cambio z konce 13. století. Oltář v apsidě vymodeloval Gianlorenzo Bernini jako relikviář pro Petrův stolec, bronzové křeslo je vsazeno do oltářního nástavce, v něm je skryt starý dřevěný trůn, patrně z korunovace Karla Holého z roku 875. Z podnětu papeže Řehoře XIII. byla většina velkých oltářních obrazů v 16. století nahrazena mozaikami.

## Hroby
Papežů, kardinálů a římských mučedníků:
Hrob svatého apoštola Petra (†67), údajně pod hlavním oltářem; archeologické výzkumy nařízené roku 1939 papežem Piem XII. prokázaly základové zdivo a hrob významného muže z 1. století n. l., nebyly však schopny definitivně potvrdit či vyvrátit, že to je sv. Petr; další výzkumy z roku 1953 prokázaly jistě až ostatky papežů 16. století.
Krypty, tzv. grotty pod bazilikou:
více než sto hrobů, z nich především papežové (celkem 91), lokalizace nejstarších hrobů chybí: Sv. Linus (†76) a sv. Anaklet, sv. Hyginus (†140) či sv. Pius I. (†155) byli podle tradice pohřbeni do hrobky svatých mučedníků.
Dále např. biskup sv. Ignác z Antiochie (†107). Čech, kardinál Josef Beran měl před převozem ostatků do ČR hrob mezi hroby papežů Inocence XIII. a Pia XII.
Hroby katolických panovníků a dalších osobností:
císař Ota II., král Jakub II. Stuart a dva jeho synové, královna Kristýna I. Švédská), hudební skladatel Giovanni Pierluigi da Palestrina

## Kapitula sv. Petra ve Vatikánu
Kapitulu formálně ustanovil papež Lev IX. v roce 1053, navazovala na přítomnost a činnost různých mnišských komunit při bazilice. Od doby pontifikátu Evžena IV. se změnila na samostatnou komunitu kanovnického typu. Kapitula kanovníků zajišťuje liturgický provoz baziliky, pečuje o její majetek i archiv a celou čtvrť Borgo poblíž Vatikánu, a v rámci stavby nové baziliky v 16. století se její osudy prolínají s osudy Stavební huti baziliky sv. Petra, přičemž obě tyto instituce jsou vedeny arciknězem baziliky. Pravomoci a financování kapituly nově reformoval papež František pomocí přechodných norem z 28. srpna 2021.

## Zajímavosti
- Ve filmu 2012 i na internetu je scéna se zhroucením chrámu Sv. Petra.
- Collegium hortense je prvním českým souborem v novodobé historii, jemuž bylo v bazilice sv. Petra umožněno doprovodit liturgii.[5]
- V roce 2019 vytvořil Daniel Ignác Trubač a František Ševečka projekt - Koruna sv. Anežky české. Byl to dar pro papeže Františka u příležitosti 30. výročí svatořečení sv. Anežky české v r.1989 Janem Pavlem II. Socha Koruny svaté Anežky české je na přání papeže Františka umístěna v Kapli svatých patronů Evropy v Bazilice svatého Petra.